# Classificació de Dana
La Classificació de Dana és una classificació dels minerals desenvolupada per James Dwight Dana. Es basa en la composició química i l'estructura cristal·lina dels minerals. Aquesta classificació és utilitzada freqüentment en països anglosaxons, sobretot als Estats Units; mentre que la classificació utilitzada per l'Associació Mineralògica Internacional és la classificació de Nickel-Strunz.
En aquesta classificació els minerals són ordenats de forma jeràrquica. Cada mineral té un número de classificació, compost per quatre nombres separats per punts, permetent una identificació inequívoca. El primer nombre representa la classe mineral, el segon representa el tipus de mineral, prenent com a criteri la seva estructura atòmica. El tercer nombre representa els grups minerals amb estructura semblant; el quart dona la classificació inequívoca del mineral.
Aquesta classificació identifica els minerals amb un codi que consta de quatre a sis dígits numèrics separats per punts. El número que hi ha abans del primer punt està comprès entre 1 i 10, i correspon a la classe:
- Classe I: Elements natius
- Classe II: Sulfurs
- Classe III: Òxids i hidròxids
- Classe IV: Halurs
- Classe V: Carbonats, nitrats i borats
- Classe VI: Sulfats, cromats i selenats
- Classe VII: Fosfats, arsenats i vanadats
- Classe VIII: Silicats
- Classe IX: Compostos orgànics